# Ivan i Delfin
Ivan i Delfin, następnie Aisha i Delfin – polsko-rosyjski zespół muzyczny, założony w 2002 w Warszawie przez Wojciecha Olszewskiego i Łukasza Lazera, rozwiązany w 2007.
Do najpopularniejszych utworów należą piosenki „Jej czarne oczy”, który został okrzyknięty przebojem lata 2004, oraz „Czarna dziewczyna”, z którą grupa reprezentowała Polskę w 50. Konkursie Piosenki Eurowizji w 2005.

## Historia zespołu
Zespół został założony w połowie 2002 w Warszawie przez Wojciecha Olszewskiego i Łukasza Lazera, którzy zaczęli występować pod nazwą Delfin. Po poznaniu rosyjskiego piosenkarza Iwana Komarenki zaproponowali mu funkcję wokalisty zespołu i pisanie tekstów do piosenek. Na początku współpracy grali covery utworów innych wykonawców, a po jednym z koncertów zdecydowali się na występowanie pod nazwą Ivan i Delfin. W 2003 wydali pierwszy wspólny singiel „Matczyna pieśń na dobranoc”. W lutym 2004 wydali singiel „Jej czarne oczy”, który zdobył popularność w Polsce, zostając okrzykniętym przebojem lata. W marcu ukazał się ich pierwszy album studyjny, wydany przez niezależną firmę TeamDesign, której właścicielem był Sebastian Sereda, będący zarazem pierwszym menedżerem zespołu. Albumowi nie nadano odrębnego tytułu, a na jego okładce znajdowała się jedynie nazwa zespołu. Krążek zawierał 12 kompozycji, w tym przebój „Jej czarne oczy”. Oficjalna premiera albumu była połączona z koncertem zespołu, który odbył się w Hotelu Marriott w Warszawie. Pod koniec roku wydali piosenkę „Sto lat (niech żyje miłość)”.
W grudniu 2004 Krzysztof Bogucki, ówczesny menedżer zespołu, poinformował, że zespół napisał utwór, który mogliby zaśpiewać w Konkursie Piosenki Eurowizji. 29 stycznia 2005 podczas programu TVP Stratosfera ogłoszono, że zespół został wybrany wewnętrznie na reprezentanta Polski z utworem „Czarna dziewczyna” w 50. Konkursie Piosenki Eurowizji organizowanym w Kijowie. Decyzję podjęła komisja jurorska powołana przez TVP, w której skład weszło 28 jurorów. W lutym zespół wydał reedycję pierwszego albumu, nadając mu nazwę Czarne oczy. W ramach promocji płyty wyruszyli w trasę koncertową po Polsce, która trwała od końca marca do początku maja. 19 maja wystąpili z ostatnim, 25. numerem startowym w półfinale Eurowizji i zajęli 11. miejsce z 81 punktami na koncie, przez co nie awansowali do finału. Do awansu zabrakło im czterech punktów. Podczas występu na scenie towarzyszyły im tancerki Radosława Bogusławka i Aneta Bocwińska-Bartoszuk oraz piosenkarka Gosia Andrzejewicz, która grała na akordeonie i śpiewała w chórkach.
Przed wyborami parlamentarnymi oraz wyborami prezydenckimi w 2005 zespół w składzie Łukasz Lazer i Ivan Komarenko wzięli udział w kampanii wyborczej Samoobrony RP oraz Andrzeja Leppera, odbywając trasę koncertową w ramach spotkań przedwyborczych, co stało się powodem konfliktu wewnątrz grupy z Wojciechem Olszewskim, który nie wziął udziału w tej inicjatywie. W 2006 wydali drugi album studyjny pt. Dwa żywioły. W lutym 2007 zakończyli działalność zespołu z powodu nieporozumień między Komarenką a Olszewskim i Lazerem, którzy po rozpadzie grupy zaprosili do składu Joannę „Aishę” Czarnecką. Po roszadach personalnych zmienili nazwę zespołu na Aisha i Delfin, pod którym nagrali single „Słodka landrynka” i „Czarne oczy dwa”. W 2008 zaczęli występować jako zespół Energy, po którego rozpadzie w 2010 Czarnecka i Lazer założyli grupę Red Lips.

## Członkowie zespołu
- Ivan Komarenko – wokalista
- Łukasz Lazer – współzałożyciel zespołu, gitarzysta, muzyk
- Wojciech Olszewski – współzałożyciel zespołu, gitarzysta, pianista, kompozytor, aranżer

## Dyskografia
| Ivan i Delfin (debiutancki album zespołu) | - Data: 19 marca 2004 - Wydawca: TeamDesign               | _  |                    |
| Czarne oczy (reedycja pierwszego albumu)  | - Data: 3 lutego 2005 - Wydawca: Impresariat              | 19 | - POL: złota płyta |
| Dwa żywioły                               | - Data: 19 czerwca 2006 - Wydawca: Universal Music Polska | —  |                    |
| "—" album nie był notowany.               |                                                           |    |                    |